# Copidosoma bakeri
Copidosoma bakeri är en stekelart som först beskrevs av Howard 1898.  Copidosoma bakeri ingår i släktet Copidosoma och familjen sköldlussteklar. Inga underarter finns listade i Catalogue of Life.